# Weißenohe
Weißenohe er en kommune i Landkreis Forchheim i Regierungsbezirk Oberfranken i den tyske delstat Bayern. Den er en del af Verwaltungsgemeinschaft Gräfenberg. Til Weißenohe hører landsbyen Dorfhaus. Nabobyer er Sollenberg, Lilling og Igensdorf. Weißenohe grænser til kommunerne Gräfenberg, Simmelsdorf, Schnaittach og Igensdorf.
Bybilleddet domineres af det tidligere Benediktinerkloster og den barokke kirke St. Bonifatius.
Seværdig er dalen med den floden Lillachs udspring.
- Wikimedia Commons har flere filer relateret til Weißenohe